# Virginia's Husband
Virginia's Husband (Marido da Virgínia) é um filme de comédia mudo britânico de 1928, dirigido por Harry Hughes e estrelado por Mabel Poulton, Lilian Oldland e Patrick Aherne. Foi baseado na peça Virginia's Husband, de  Florence Kilpatrick. Uma mulher pede a um homem para se passar por seu marido para enganar a sua tia.

## Elenco
- Mabel Poulton - Joyce
- Lilian Oldland - Virginia Trevor
- Patrick Aherne - Bill Hemingway
- Marie Ault - tia Janet
- Fewlass Llewellyn - tio Donald
- Ena Grossmith - Elizabeth
- Charles Dormer - Freddy Parkinson